# Eudendrium distichum
Eudendrium distichum är en nässeldjursart som beskrevs av Clarke 1879. Eudendrium distichum ingår i släktet Eudendrium och familjen Eudendriidae. Inga underarter finns listade i Catalogue of Life.